# Sokaku Takeda
Sokaku Takeda (em japonês:  武田 惣角, Takeda Sōkaku), nascido em 10 de Outubro de 1859, foi um mestre de artes marciais japonesas e herdeiro de uma das mais tradicionais linhagens de kobudo (escola marcial vetusta), que foi por ele restaurada Daito-ryu Jujutsu (mais tarde, Daito-ryu Aiki-Jujutsu). Seu passamento deu-se em 25 de Abril de 1943. Seus esforços de dar prosseguimento à sua linhagem marcial frutificou, resultando numa das mais difundidas escolas daquelas tradicionais. Teve como seus mais célebres e conhecidos alunos, os mestres Morihei Ueshiba fundador do Aiquidô e Yong Sool Choi   do Hapkidô (Hapkidô idioma inglês e mais completo) sendo que o primeiro basicamente incorpora as técnicas do Daito-ryu, mas sob nova óptica, devido à forte influência da religião Omoto-Kyo na vida de Morihei Ueshiba  e o segundo preservando grande similaridade com o Daito-ryu, apenas tendo sido acrescentado algumas técnicas e seus princípios de outras artes marciais coreanas.